# Éric Bassleer
Éric Bassleer connu sous les pseudonymes Bosley, Éric Bosley ou encore Mon Colonel, né en 1974 à Liège, est un artiste, plasticien, graffeur, photographe, peintre et auteur de bande dessinée belge francophone.

## Biographie
Éric Bassleer naît en 1974 à Liège.
Il fait partie de la promotion 1993 du collège Saint-Roch Ferrières à Ferrières.
Diplômé en architecture, Éric Bassleer alias Mon Colonel étudie ensuite à l’École de recherche graphique à Bruxelles et il fréquente les cours du soir en bande dessinée de l’Académie royale des beaux-arts de Liège.

### Fanzinat 1999-2006
Il contribue dès 1999 comme bédéiste à divers fanzines sous le pseudonyme Bosley,. Il puise dans la culture alternative une énergie au service d’une pratique transdisciplinaire et décomplexée ,. L’aspect participatif de la création intègre chacun de ses projets. Il est cofondateur avec des amis du collectif liégeois de bande dessinée Mycose en 1999. Ce collectif publie au début des années 2000 des bandes dessinées alternatives. Le fanzine Mycose qui batifole entre humour potache et dérision est primé au festival de BD à Sierre en 2004, puis à Angoulême en 2006 et il disparaît après 19 numéros.

### Mon Colonel et Spit
Les artistes Éric Bassleer alias Mon Colonel et Thomas Stiernon alias Spit (né à Liège en 1977), pratiquent le graffiti au sein du collectif liégeois The ERS dans les années 1990 jusqu'à la dislocation du groupe en 2007. Ensuite, ils forment un duo : Mon Colonel et Spit. Leur pratique artistique se décline à travers de nombreux médiums tels que le dessin, la peinture, la sculpture et la céramique. Ces œuvres sont le reflet de leur univers, fait de références du quotidien, à la bande dessinée, aux cultures populaires et urbaines, le tout baigné dans une joyeuse naïveté, empreinte d'ironie, d'humour et d'irrévérence. Le tandem expose depuis 2008 tant de manière individuelle que collective en France, aux Pays-Bas et en Belgique.
En 2015, il partage avec Thomas Stiernon le prix de la Commission des Arts de Wallonie décerné lors de sa première édition au Musée Ianchelevici de La Louvière en présentant des poteries en terre cuite émaillées recouvertes de textes et de dessins semblables à leurs œuvres papiers. Ce prix est doté d'un montant de 5 000 euros destiné à aider l’artiste dans son projet artistique,. Puis, ils commencent alors à fréquenter les cours des artistes céramistes Dominique Matagne et Gilette Fosty.
Depuis 2020, leur travail se concentre sur le grès cérame, qui permet la confrontation de leur univers contemporain avec les techniques traditionnelles anciennes, tout en mettant en avant de petites imperfections. Leurs masques sont une invitation qui use du principe de paréidolie, l'art de voir des visages partout, pour qu'une fois émaillés et cuits, ils prennent vie pour le plaisir de tous.
En 2021, le duo signe un graffiti sur les passerelles Loredana Marchi et Mernissi au-dessus du canal de Bruxelles qui représente deux anguilles visibles depuis les rives du canal comme hymne à la migration et au melting pot culturel bruxellois, accompagnées de dessins de déchets et de la phrase « Il n’y a pas que les anguilles qui retournent à la mer » pour exhorter les promeneurs à prendre soin de leur canal,,.

### DJ Mon Colonel
C'est comme le parrain de la Wallifornia Stage, une légende de la fête liégeoise, nommée Mon Colonel qu'il fait la prestation d’ouverture du festival Les Ardentes en 2022. Comme DJ, il est aussi à l’origine du regroupement de musiciens et graphistes des Party Harders,,,.

### Vie privée
Il vit et travaille à Liège.

## Œuvre

### Albums de bande dessinée
Le Mois de
- 11. Le Mois de novembre de Bosley, Groinge, Nice, 2 décembre 2005
Scénario et dessin : Bosley - Couleurs : bichromie -  (ISBN 9782914249300),Format à l'italienne.

### Fanzines
- Mycose Chalet[19], Mycose, avril 2005
Scénario : collectif - Dessin : collectif dont Bosley - Couleurs : noir et blanc
- Mycose vacances[20], Mycose, juillet 2005
Scénario : collectif - Dessin : collectif dont Bosley - Couleurs : noir et blanc,Couverture : Ptit Marc (Marc Bernard).

### Expositions

#### Expositions individuelles du duo Mon Colonel et Spit
- LepidoptERA[21] dans le cadre d'Extra View, exposition de polaroids sous le commissariat de Dorothée Duvivier et Nancy Casielles, BPS22 / musée d'art de la province de Hainaut, Charleroi du 18 novembre 2017 au 7 janvier 2018.
- I Can’t See Your Face ‘Cause I’m Looking At You[22],[23],[24], Alice Gallery, Bruxelles du 6 juin au 13 juillet 2019
- Circus[25], Galerie Slika, Lyon du 24 septembre au 10 octobre 2020
- Chantecler[26], Alice Gallery à Bruxelles ou Liège du 19 février au 26 mars 2022
- Face à face[27], Galerie Slika, Lyon du 12 octobre au 12 novembre 2022
- Daily Face[27], Galerie Slika, Lyon du 7 décembre 2023 au 13 janvier 2024
- Tout terrain[9], Galerie de Wégimont, Domaine provincial de Wégimont, Soumagne du 4 mai au 16 juin 2024
- Jamais Deux Sans Trois[28],[27], Galerie Slika, Lyon du 16 mai au 22 juin 2024.

#### Expositions collectives

##### Expositions collectives de Mycose
- No remorse[7], artistes : Gentiane Angeli, "Mon Colonel" (Éric Bosley Aka), Francesco Defourny, Gof, Laurent Impeduglia, Aurélie William Levaux, Alice Lorenzi, Benjamin Monti, Philippe Durant, P’tit Marc et Manuel, Centre d'art contemporain La Châtaigneraie, Flémalle, juillet 2010.

##### Expositions collectives du duo Mon Colonel et Spit
- Art is Comic[29],[30], artistes : Brecht Vandenbroucke, Mon Colonel et Spit, Brecht Evens, HuskMitNavn, Jean Jullien, Joan Cornellà, Mima, Molenbeek-Saint-Jean, du 23 juin au 31 décembre 2017.
- Rêkèm[8], New Space, Liège du 3 avril au 1er mai 2021.
- Lichens[31],[32],[33], Musée en plein air du Sart Tilman, Sart Tilman du 18 juin au 18 septembre 2022.

##### Expositions collectives d'Éric Bosley
- La Plume et le crayon[34], Fonds régional d'art contemporain de Picardie, Maison de la culture d'Amiens, 26 janvier-16 juin 2017.

### Discographie
- Birdy Nam Nam Manual For Successful Rioting[35], Éric Bosley Profile : Graphic/visual artist, Sony Music, Has Been, Jive/Epic, 2008.
- The Subs – Hologram Concorde[36], Éric Bassleer in Groups : Party Harders, Lektroluv LLCD13, 2014.

## Prix et récompenses
- 2015 : prix de la commission des arts de Wallonie partagé avec Thomas Stiernon (alias Spit), La Louvière[11],[12].

#### Livres
: document utilisé comme source pour la rédaction de cet article.
- Nicholas-Henri Zmelty, Yves Lecointre (dir.) et Stéphanie Smalbeen (dir.), « Éric Bosley dit Mon Colonel », dans La Plume et le crayon, Amiens, Frac Picardie-des mondes dessinés : Université de Picardie Jules-Verne, 2018, 151 p., ill. ; 21 cm (ISBN 9782912258106 et 2912258103, OCLC 1053838644, lire en ligne), p. 109-119. Catalogue d'exposition, exposition, Amiens, Fonds régional d'art contemporain de Picardie, Maison de la culture d'Amiens, 26 janvier-16 juin 2017.
- Le 9e Rêve no 6, Bruxelles, Institut Saint-Luc de Bruxelles, École de recherche graphique, 2006, 144 p. (présentation en ligne), p. 26.

#### Articles
- Gentiane Angeli et Éric Bosley (interviewés par Joël Matriche), « « Mycose » chatouille le Festival d'Angoulême », Le Soir,‎ 3 février 2006 (lire en ligne, consulté le 2 juin 2024).

### Émissions de télévision
- CultureL avec Mon Colonel et Spit, Nice Idée et le retour de Rubine sur Qu4tre Liège Média, présentation : Françoise Bonivert (13 min 53 s), 8 avril 2021.

### Vidéographie
- [vidéo] « Party Harders vs The Subs - The Pope Of Dope (official video) », sur YouTube
- [vidéo] « Studio Brussel : The Subs en Mon Colonel 'The pope of dope' @ Feest in het Park 2010 », sur YouTube, 13 août 2010, 5 min.
- [vidéo] « MIMA / Art is Comic / Mon Colonel et Spit (BE) », sur YouTube, 31 octobre 2017, 1 min 55 s.
- [vidéo] « Mon Colonel et Spit présentent LepidoptERA », sur YouTube, 26 février 2020, 2 min 36 s.

### Podcasts
- Saison3_EP26/ Mon Colonel et Spit : Wallifornia, dans Le podcast de Fuzi sur Spotify, (59 min 53 s), 5 mai 2021.